# 埃米利安努斯
埃米利安努斯（207年前后—253年）罗马帝国皇帝，253年在位。

## 生平
251年，加卢斯成为罗马皇帝。面对哥特人入侵，加卢斯向敌人支付了大量贡金。
加卢斯的对外委曲求全，引起了军队的极大不满，在默西亚和潘诺尼亚的将领埃米利安努斯率领军队打败哥特人，将其赶过多瑙河，同时截取了加卢斯支付给哥特人的贡金，用于赏赐自己的部下。于是梅西亚的军队拥立埃米利安努斯为皇帝。埃米利安努斯率军打回意大利，加卢斯匆忙应战，同时命令将领瓦勒良带领高卢和日耳曼的军队返回意大利，但是，瓦勒良的军队尚未到达，加卢斯和他的儿子沃鲁西安努斯便被自己的部下所暗杀。
于是埃米利安努斯得到元老院的承认，成为皇帝。
不久瓦勒良的军队赶到，以替加卢斯复仇为名，打败埃米利安努斯，埃米利安努斯被杀身亡，在位时间尚不到四个月。